# ميناء جنوب لويزيانا
ميناء جنوب لويزيانا (بالإنجليزية: Port of South Louisiana)‏ (بالفرنسية: Port de la Louisiane du Sud)‏ يمتد 54 ميلاً (87   كم) على طول نهر المسيسيبي بين نيو أورلينز ولويزيانا وباتون روج، لويزيانا، متمركزة تقريبًا في لابلاس، لويزيانا، والتي تعتبر موقع المقر الرئيسي للميناء.
يعتبر هذا الميناء حراجًا لشحنات الحبوب من وسط غرب الولايات المتحدة، حيث يتعامل مع حوالي 60

## الصادرات والواردات
تعتبر الموانئ الثلاثة (نيو أورليانز، وجنوب لويزيانا، وباتون روج) مهمة لاقتصاد الولايات المتحدة. وتحتل هذه الموانئ المرتبة الثالثة والرابعة والخامسة عشرة على التوالي في إجمالي التجارة عن طريق الميناء إلى جميع الموانئ العالمية. من حيث القيمة بالدولار، فإن إجمالي التجارة عن طريق ميناء نيو أورلينز، وميناء جنوب لويزيانا، وميناء باتون روج إلى جميع الموانئ العالمية، في المرتبة 12، 16، و27 على التوالي. كما يمر حوالي 6000 سفينة عبر ميناء نيو أورليانز سنويًا.
وفقًا لجمعية تصدير الحبوب في أمريكا الشمالية اعتبارًا من أغسطس 2005، تعمل هذه الموانئ الثلاثة كبوابة لما يقرب من 55 إلى 70 في المائة من إجمالي الذرة والصويا والقمح المصدرة في الولايات المتحدة. تنقل المراكب هذه الحبوب من نهر المسيسيبي إلى الموانئ للتخزين والتصدير. تشمل الواردات إلى هذه الموانئ الصلب والمطاط والقهوة والفواكه والخضروات.